# Verónica Castro (Schauspielerin)

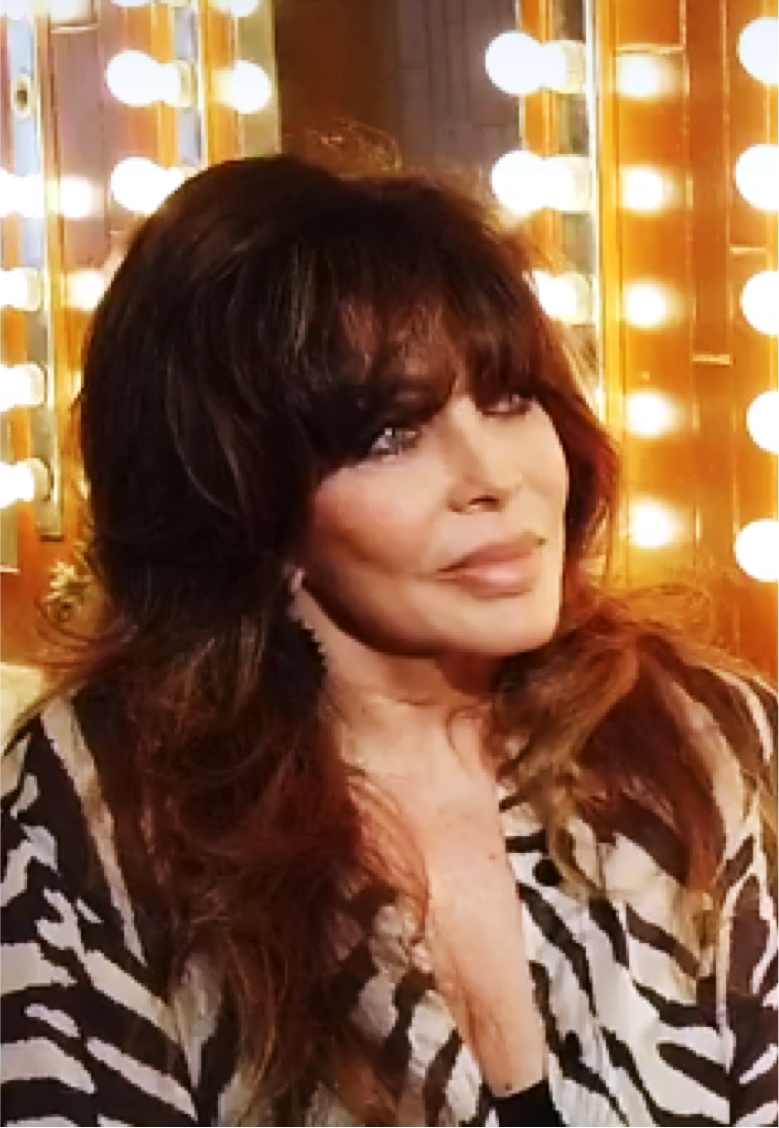
Verónica Castro (2019)

Verónica Judith Sáinz Castro (* 19. Oktober 1952 in Mexiko-Stadt, Distrito Federal, Mexiko) ist eine mexikanische Schauspielerin, Sängerin und Moderatorin.

## Leben
International bekannt wurde Verónica Castro durch die Verkörperung von Mariana Villarreal in der mexikanischen Telenovela Los ricos también lloran (Auch die Reichen weinen), die in Lateinamerika, Spanien, Frankreich und Russland sehr populär war.
Castro war nie verheiratet. Ihr Sohn Cristian Castro (* 1974) ist ein bekannter Sänger und Schauspieler. Der zweite Sohn Michelle Sáinz Castro wurde 1984 geboren. Ihr Bruder José Alberto Castro (* 1963) ist ein Regisseur und Filmproduzent.

## Filmografie (Auswahl)
- 1971: El amor tiene cara de mujer
- 1972: El arte de engañar
- 1972: El ausente
- 1972: Un sueño de amor
- 1973: Mi mesera
- 1974: La recogida
- 1975: Barata de primavera
- 1976: Mañana será otro día
- 1977: Nobleza ranchera
- 1978: Pasiones encendidas
- 1979: Los ricos también lloran (Auch die Reichen weinen)
- 1980: Navajeros
- 1982: Verónica: El rostro del amor
- 1983: Cara a cara
- 1984: Yolanda Luján
- 1985: Felicidad, ¿dónde estás?
- 1986: Amor prohibido
- 1986: Chiquita pero picosa
- 1987: Die wilde Rose
- 1990: Mi pequeña Soledad
- 1993: Valentina
- 2006: Código postal
- 2008: Mujeres asesinas
- 2009: Los exitosos Pérez
- 2018: Blumige Aussichten (La Casa de las Flores, Fernsehserie)

## Diskografie
- 1978: Sensaciones
- 1979: Aprendí a Llorar
- 1980: Norteño
- 1981: Cosas de Amigos
- 1982: El Malas Mañas
- 1982: Sábado en la Noche Tiki-Tiki
- 1983: Tambien Romantica
- 1985: Hermano Cantare, Cantaras
- 1986: Esa Mujer
- 1986: Simplemente Todo
- 1986: Maxi Disco (El Remix de Macumba)
- 1987: Reina de la Noche
- 1988: Mamma Mia
- 1990: Viva La Banda
- 1990: Mi Pequeña Soledad
- 1990: Solidaridad
- 1992: Rap de La Movida
- 1992: Romanticas Y Calculadoras
- 1993: Vamonos al Dancing
- 1995: La Mujer del Año (Obra de Teatro)
- 1996: De Colección
- 1997: La Tocada
- 1999: Ave Vagabundo
- 2002: Imágenes
- 2005: Por esa Puerta

## Auszeichnungen
- 2002: Silver Goddess Award